# Dhiguvarufinolhu
Dhiguvarufinolhu est une petite île inhabitée des Maldives. 

## Géographie
Dhiguvarufinolhu est située dans le centre des Maldives, à l'Est de l'atoll Nilandhe Nord, dans la subdivision de Faafu. 